# Rafael María Nze Abuy
Rafael María Nze Abuy CMF (* 12. September 1926 in Puerto Iradier; † 7. Juli 1991 in Malabo) war ein römisch-katholischer Ordensgeistlicher und Erzbischof von Malabo.

## Leben
Rafael María Nze Abuy trat der Ordensgemeinschaft der Claretiner bei und empfing am 2. Mai 1954 die Priesterweihe. Paul VI. ernannte ihn am 9. August 1965 zum Apostolischen Vikar von Río Muni und Titularbischof von Sutunurca.
Der Erzbischof von Madrid, Casimiro Morcillo González, spendete ihm am 12. Dezember desselben Jahres die Bischofsweihe; Mitkonsekratoren waren Jesús Serrano Pastor CMF, Apostolischer Vikar von Darién, und Francisco Gómez Marijuán, Apostolischer Vikar von Fernando Poo. 
Er nahm an der vierten Sitzungsperiode des Zweiten Vatikanischen Konzils teil. Mit der Erhebung zum Bistum am 3. Mai 1966 wurde er zum Bischof von Bata ernannt. Am 27. April 1973 verzichtete er auf sein Amt. Der Papst ernannte ihn am 26. Juni 1980 zum Bischof von Bata. Johannes Paul II. ernannte ihn am 21. Oktober 1982 zum Erzbischof von Malabo.